# Beaumont-Hamel
Beaumont-Hamel è un comune francese di 187 abitanti situato nel dipartimento della Somme nella regione dell'Alta Francia.
Durante la prima guerra mondiale , Beaumont-Hamel fu vicino alla linea del fronte, vicino a molti attacchi, specialmente durante la battaglia della Somme , una delle più grandi offensive alleate della guerra. Nel 1918, il villaggio era stato quasi completamente distrutto.
Le sponde di gesso bianco a Beaumont Hamel hanno portato un settore di trincee britanniche a essere soprannominato "Città bianca".  A ovest del villaggio c'era Hawthorn Ridge Redoubt , uno dei siti delle miniere esplose il primo giorno della battaglia della Somme. Il 1º luglio 1916, la 29th Divisione attaccò la linea del fronte tedesca nel tentativo di catturare il villaggio nell'ambito dell'offensiva della Somme. Incluso in questa divisione era il reggimento di Terranova . Terranova commemora questo evento come Giorno della Memoria il 1 luglio di ogni anno.

## Società

### Evoluzione demografica
Abitanti censiti